# Trichodezia albofasciata
Trichodezia albofasciata là một loài bướm đêm trong họ Geometridae.